# Boot Camp (película)
Boot Camp (titulado Campamento Castigo en España y El campo de la serenidad en Hispanoamérica) es una película de suspense estadounidense escrita por Agatha Dominik y John Cox y dirigida por Christian Duguay.

## Argumento
Un grupo de jóvenes indisciplinados son enviados por sus desesperados padres a un campamento correccional con el objetivo de enderezar sus conductas rebeldes. Dicho campamento se encuentra en una isla de Fiyi dirigida por el Dr. Arthur Hail (Peter Stormare). Una vez allí, los adolescentes son forzados a llevar sensores de localización en sus tobillos a pesar de la imposibilidad de abandonar la isla.
Estos pronto descubren los violentos métodos para reconducir el comportamiento de todos los internos.

## Reparto
- Mila Kunis es Sophie Bauer.
- Gregory Smith es Ben.
- Peter Stormare es Dr. Arthur Hail
- Christopher Jacot es Danny Randall.
- Tygh Runyan es Logan.
- Colleen Rennison es Ellen.
- Regine Nehy es Trina.
- Grace Bauer es Madre de Danny.
- Daniel Hayes es Marine Wilcox.

## Producción
El primer borrador se tituló "Straight Edge" y se rodó en octubre de 2006 en Fiyi como parte de un programa incentivo para la creación de empleo en las islas del Pacífico Suroeste. Posteriormente, la producción se completaría en Calgary, Canadá.
El film está protagonizado por Mila Kunis, Gregory Smith y Peter Stormare.